# Ruslan Nigmatullin
Ruslan Nigmatullin (ryska: Руслан Каримович Нигматуллин, Ruslan Karimovitj Nigmatullin; tatarisk kyrilliska: Руслан Кәрим улы Нигъмәтуллин, Ruslan Kärim uly Nigmätullin latin: Ruslan Kərim ulı Niğmətullin), född 10 juli 1974 i Kazan, Ryssland (dåvarande Sovjetunionen), är en före detta professionell fotbollsmålvakt som spelade för Ryssland under VM 2002. Han har mestadels spelat för ryska klubbar men har även representerat Salernitana och Verona i Italien.